# Weeping Nights
Weeping Nights — третий альбом группы Elend, выпущенный в 1997 году.

## Об альбоме
Третья пластинка группы Elend представляла собой переиздание шести песен, вышедших на предыдущем альбоме Les Tenebres Du Dehors, дополненное тремя новыми композициями. Из песен с Les Tenebres Du Dehors был убран мужской вокал. Не было его и в новых песнях, среди которых оригинальной песней является только заглавная «Weeping Nights», а «O Solitude» и «The Embrace» являются адаптациями произведений английского композитора Генри Перселла.
По мнению Педро Азеведо (Chronicles of Chaos), новые версии уже знакомых песен стали менее эпичными и не должны были заинтересовать тех, кто владеет предыдущей пластинкой и ценит блэк-металлический вокал. Тем не менее, он оценил альбом на 8 из 10 (предыдущая пластинка удостоилась ещё более высокой оценки — 9 из 10). На сайте metal.de группу обвинили в том, что релиз, не отличавшийся новизной материала, носил ярко выраженный коммерческий характер. В журнале Rock Hard, напротив, обратили внимание на новые композиции, назвав их предположительным направлением развития группы после окончания трилогии Officium Tenebrarum.

## Список композиций
1. «Weeping Nights» — 7:10
2. «O Solitude» — 6:02
3. «The Embrace» — 3:56
4. «Nocturne» — 4:47
5. «Ethereal Journeys» — 14:33
6. «The Luciferian Revolution» — 10:58
7. «Eden (The Angel in the Garden)» — 3:48
8. «Dancing Under the Closed Eyes of Paradise» — 9:40
9. «Les Tenebres Du Dehors» — 4:22[4]

## Участники записи
- Натали Барбари — сопрано
- Рено Чирнер — вокал, электро-скрипка, фортепиано, синтезаторы, оркестровые клавишные
- Александр Искандар — вокал, виола, синтезаторы, оркестровые клавишные